# Kush Ups
"Kush Ups" é uma canção do rapper estadunidense Snoop Dogg. Foi lançada em 7 de junho de 2016 como primeiro single de seu decimo quarto álbum de estúdio Coolaid, com o selo das editoras discográficas Doggystyle Records e eOne Music. A canção foi produzido por KJ Conteh, e conta com a participação do rapper Wiz Khalifa.

## Produção e composição
A canção foi escrita pelo proprio Snoop Dogg, juntamente com Wiz Khalifa e foi produzida por KJ Conteh. A faixa contem elementos utilizados na canção "I Wanna Rock" performada por Luther Campbell, para o álbum I Got Shit on My Mind.

## Musica e vídeo
O vídeo foi lançado por Snoop em 7 de junho de 2016 no seu website oficial. O videoclipe foi dirigido por Dan Folger, e foi filmado todo em preto-e-branco.

## Faixas e formatos
| Kush Ups — Download digital |                                                |                               |             |         |  |
| N.º                         | Título                                         | Compositor(es)                | Produtor(s) | Duração |  |
| 1.                          | "Kush Ups" (com a participação de Wiz Khalifa) | Calvin Broadus Cameron Thomaz | KJ Conteh   | 3:57    |  |

## Desempenho nas paradas

### Gráficos semanais
| Chart (2016)                                         | Peak position |
| ---------------------------------------------------- | ------------- |
| França (SNEP)                                        | 199           |
| Estados Unidos (Billboard R&B/Hip-Hop Digital Songs) | 50            |
| Estados Unidos (Billboard Rap Digital Songs)         | 30            |

## Histórico de lançamento
| País           | Data               | Formato                    | Gravadora       | Ref.  |
| -------------- | ------------------ | -------------------------- | --------------- | ----- |
| Estados Unidos | 7 de junho de 2016 | Digital download streaming | Doggystyle eOne | [ 7 ] |